# 英语音韵史
英語的音韻史（英語：Phonological history of English）是指英語的音韻的歷史。
注：本條目將採用下列縮寫簡稱：
- OE = 古英語

- PreOE = 古英語之前的時代

- ME = 中古英語

- NE = 現代英語

- PG = 原始日耳曼語

- PrePG = 原始日耳曼語之前的時代

- NWG = 北日耳曼語和西日耳曼語

- OHG = 古高地德語

- MHG = 中古高地德語

- NHG = 現代高地德語

- Goth = 哥特語

- PN = 原始北日耳曼語

- ON = 古諾斯語

- OS = 古撒克遜方言

- PIE = 原始印歐語

- 盎格魯人、薩克遜人等民族於公元450年左右開始向大不列顛島遷徙。

## 古英語時期
- 前元音裂化

## 中古英語、早期近代英語時期
- 双元音的消失
  - /ai/ (包括英語早期变为 /ai/ 的 /ɛi/) 在元音大推移之前变为 /ɑː/ 。
  - /ou/ (包括早期中古英语变为 /ou/ 的 /ɔu/）变为 /oː/，在此之后 /ei/ 变为 /eː/ 。
  - /au/ 在元音大推移之后变为 /ɔː/ 。
  - /ɛu/ 与 /iu/ 合流。元音大推移之后变为 /juː/ 。
  - /ʊi/与 /oi/ 合流。因而现今 joint 当中的 joi 与 joy 同音。
  - /ai/ 与 /ei/ 合流。因而现今 rain 与 rein 同音。
  - /y/ 与 /iu/ 合流。因而现今 dew 与 duke 中 du 的同音。
  - 而 /oi/ 仍然保留。
  - 英格兰北部、东盎格利亚、南威尔士、纽芬兰的一部分方言中完全不发生单元音化，如 pane / pain 与 toe / tow 仍然保持区别。 (Wells 1982, pp. 192–94, 337, 357, 384–85, 498)
- /x/ (写作 gh ) 在大部分方言中消失。
- 元音大推移：長元音的低化和復化
  - /ɑː/, /ɛː/, /eː/ 分別變為 /ɛː/, /eː/, /iː/。
  - /ɔː/, /oː/ 分別變為 /oː/, /uː/。
  - /iː/, /uː/ 分別變為 /əi/、/əu/，其後再分別變為 /ai/ 和/au/ 。
  - 由/au/ 生成新的長元音 /ɔː/ 。（上記）
  - /ɛː/ , /eː/ 再度分別變為 /eː/ ,  /iː/ ，隨後 /eː/ 與 /iː/ 合流。 但在拼寫上仍然保留著 ea , ee 的区別。
- 詞尾的 /ə/ 不再发音。
- /gn/ 變為 /n/ 。但仍然保留在拼寫上。
- /kn/ 大部分方言變為 /n/ 。
- /wr/ 大部分方言變為 /r/ 。

## 美國英語的分歧(公元1600–1725)
- /r/ 的發音變為 /ɹ/ 。
  - 蘇格蘭語仍然保留了 /r/。
- 除北英格蘭方言外 /ʊ/ 被分為 /ʊ/ (傾向於保留在唇輔音之前) 和 /ʌ/（其它大部分輔音）兩個音。
- /ng/ 大部分方言中發音變為 /ŋ/ 。
- /tj/, /sj/, /dj/, /zj/ 腭化為 /ʧ/, /ʃ/, /ʤ/, /ʒ/ (例：measure, vision)，其中 /ʒ/ 為新的輔音。
  - 這類輔音出現在來自法語和拉丁語的借詞中。
- 部分長元音在閉音節中變為相應的短元音 (例：head, breath, bread, blood)。
- 大部分方言 meet 和 meat 同音。

## 近代20世紀為止
- /r/ 在元音之後的分化：英格蘭南部方言中音節末尾的 /ɹ/ 消失。取而代之的是 r 變為元音，生成如 /ɛə/ (square), /ɪə/ (near), /ɔə/ (force), /ʊə/ (cure) 此一類雙元音和長元音 /ɜː/ (nurse)

- 北美 lot , bother 的 /ɒ/ 與 father 的 /ɑ/ 變為同音。
  - 此音變不在紐約-新澤西州方言和波士頓方言等新英格蘭地區發生。 (Wells 1982, pp. 245–47)
- 部分口音中 /aɪ/ 與 /ɔɪ/ 混同。

## 1900年以後
- 美国英语的方言中/æ/念作[eə]。[來源請求]

- 澳大利亚英语中一部分特定的单词中 /æ/ 念作 [æː] 。